# Untere Steinach
Die Untere Steinach ist ein 11,5 km  (mit Oberläufen 24,72 km) langer rechter Nebenfluss der Schorgast im bayerischen Landkreis Kulmbach.

## Geographie

### Verlauf
Die Untere Steinach entsteht aus dem Zusammenfluss der beiden Quellflüsse Schlackenmühlbach und Großer Rehbach. Sie fließt durch ein etwa 150 Meter tiefes Engtal des Frankenwaldes in zumeist südwestlicher Richtung. Nach dem Austritt aus dem Gebirge an der markanten Fränkischen Linie passiert sie die Orte Stadtsteinach und Untersteinach, wo sie in die Schorgast mündet.

Das Steinachklamm
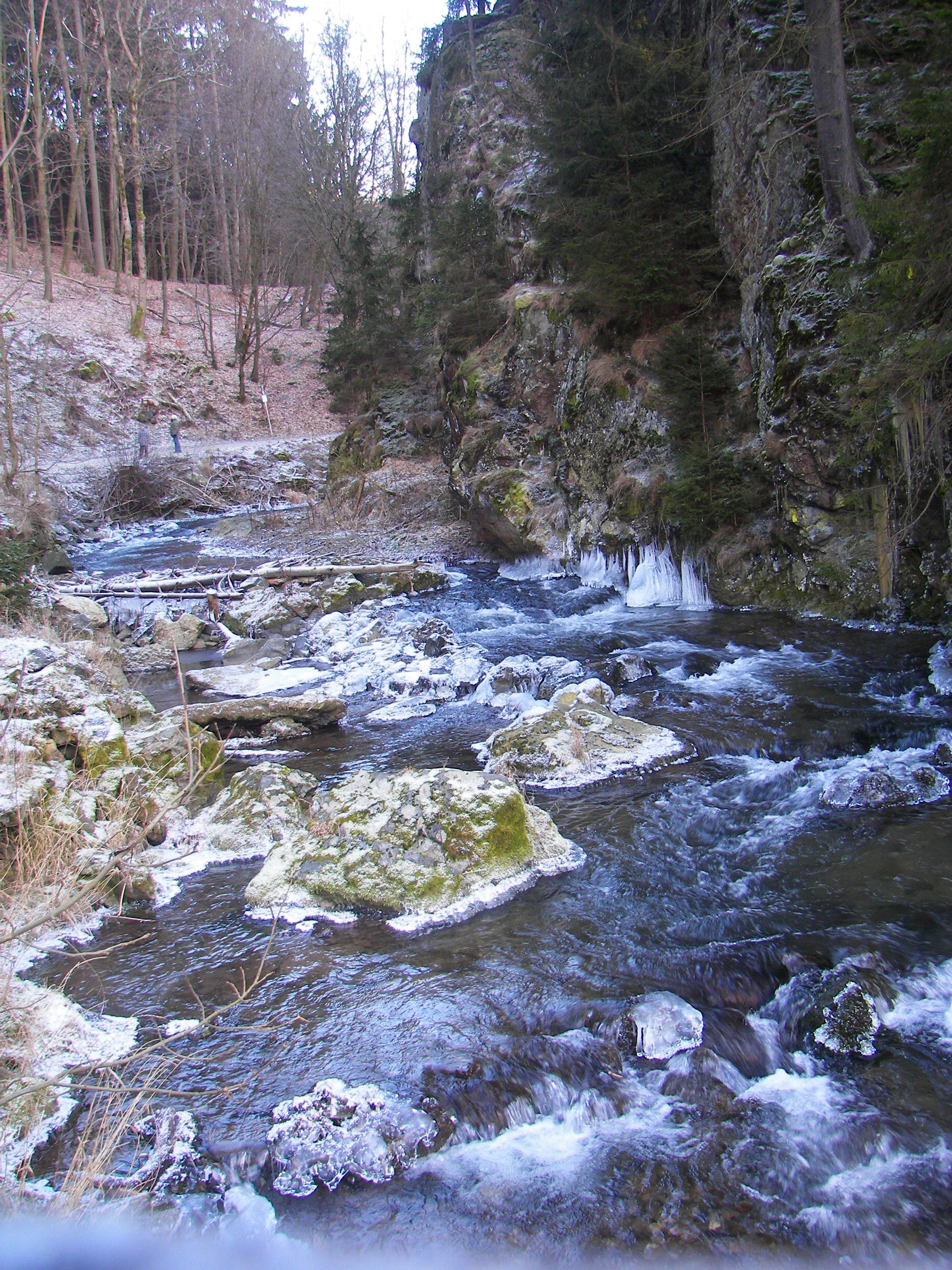
… im Winter
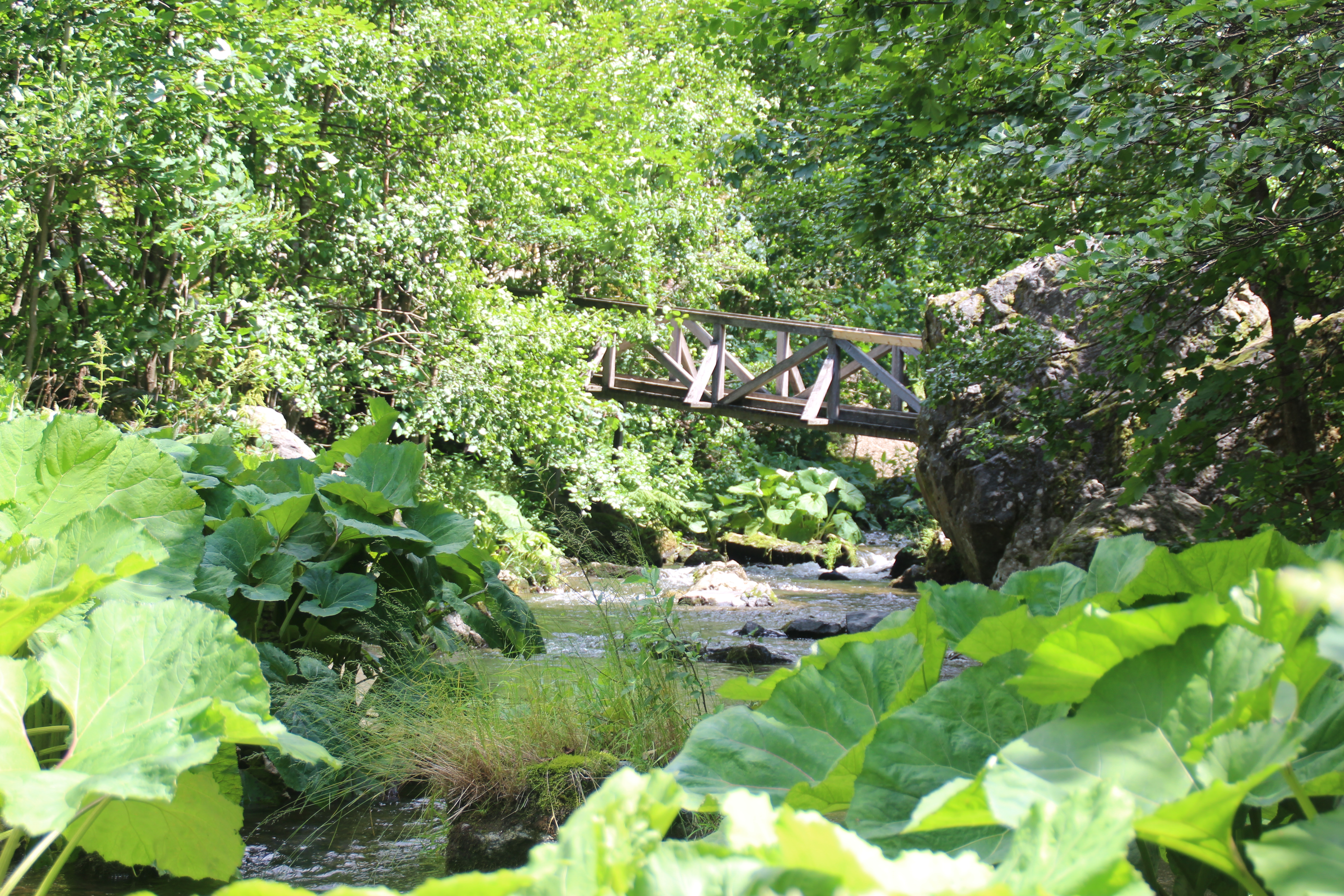
… im Sommer

Am Beginn der Engtalstrecke passiert sie die 100 Meter lange Steinachklamm zwischen Waffenhammer und Neumühle. Sie durchschneidet einen Felsriegel aus Quarzkeratophyr, einem sehr harten vulkanischen Gestein. Die Felsen stehen in mächtigen Bänken übereinander und trugen in vergangener Zeit auf ihren Gipfel zur Rechten die Burg Wildenstein.

### Zuflüsse
Direkte und indirekte Zuflüsse
- Fließgewässer im Flusssystem Untere Steinach

Direkte Zuflüsse

Vom Zusammenfluss bis zur Mündung. Auswahl.
- Großer Rehbach (linker Oberlauf)
- Schlackenmühlbach (rechter Oberlauf)
- Engersbach (rechts), nach Presseck-Waffenhammer an der Kommunalgrenze zu Stadtsteinach, 388 m ü. NHN
- Kesselbach (rechts), nordöstlich von Stadtsteinach-Frankenreuth, 377 m ü. NHN
- Tiefenbach (links), etwas vor Stadtsteinach-Oberhammer, 373 m ü. NHN
- Bergleshofer Bach (links), in Stadtsteinach, 340 m ü. NHN
- Zaubach (rechts), am Ortsende von Stadtsteinach, 334 m ü. NHN
- Pfuhlgraben (links), Stadtsteinach-Ziegelhütte, 332 m ü. NHN
- Haslerbach (links), nach Untersteinach-Hummendorf, 325 m ü. NHN
- Liesbach (links), in Untersteinach, 319 m ü. NHN

### Flusssystem Schorgast
- Fließgewässer im Flusssystem Schorgast